# Alexandre Ayache
Alexandre Ayache né le 20 septembre 1982 à Nice est un cavalier de dressage français international ayant participé à plusieurs jeux olympiques.

## Biographie
Alexandre Ayache est né en 1982 à Nice dans une famille ne pratiquant pas l'équitation. Néanmoins il se passionne très vite pour ce sport et à l'âge de 3 ans ses parents lui offrent un poney et il monte en club. C'est à 17 ans qu'il choisira de se spécialiser dans le dressage, après qu'une amie lui confie un cheval Lusitanien délicat nommé Kampo et ils iront jusqu'au Grand Prix. Grâce à la vente de sa voiture, Alexandre Ayache achète un cheval Hanovrien dénommé Lautrec et ils iront aussi en grand prix. Il fait aussi l'acquisition d'un jeune cheval qu'il forme, Renoir, dont la vente lui permettra de terminer la construction de ses écuries achetées alors qu'il n'avait que 21 ans. En 2012 il entre en équipe de France ou il récupère Lights of Londonderry, un Hanovrien né en 2004 de robe Alezan et dont il est propriétaire à 50%,. Alexandre avec Lignts of Londonderry participe en 2014 au jeux équestres mondiaux à Caen,. En 2016 il fait partie de l'équipe française de dressage aux jeux olympiques d'été de 2016 à Rio de Janeiro en tant que réserviste avec le cheval Axel qui lui avait permis peu de temps avant de prendre le bronze au championnat de France Pro Élite,,. Par la suite il est vainqueur de la Coupe des nations CDIO 3* d’Hickstead en 2018,  et est vice-champion de France Pro Élite en 2020 avec Zo What,. En 2021 Zo What se blesse et est préservé en vue de participer au jeux olympiques d'été de 2020 à Tokyo,,,,. Il est aussi sélectionné pour les championnats d’Europe de Hagen. Parallèlement il forme de nouveaux chevaux comme Double Dutch,. La Tempête Alex avait fortement impacté ses écuries, mais il a débuté ses saisons 2021 - 2022 normalement. Par la suite il monte Jolene qui devient sa jument de tête, avec elle il remporte la coupe des nations de Rotterdam, puis se qualifie pour les championnats d’Europe à Riesenbeck,. En 2024 le couple s'impose dans le Spécial du CDI 3* d'Ornago en début de saison. Ils font partie de l'équipe de France aux CDIO 5* de Compiègne, Rotterdam et Aix-la-Chapelle,. Il est sélectionné avec Jolene pour les Jeux olympiques d'été de 2024 à Paris ou ils terminent par équipe 6em,,,,,,,. À Versailles le 31 juillet pour les qualifications individuelles et par équipes, il a évolué sur une musique de Dolly Parton,,.

## Vie privée
Alexandre Ayache est marié avec une dresseuse estonienne Grete Püvi et ils ont deux enfants. En plus de l'équitation, Alexandre Ayache pratique le Jet-ski, le Snowboard, le Wakeboard et la moto.